# Bellator ribeiroi
Bellator ribeiroi är en fiskart som beskrevs av Miller, 1965. Bellator ribeiroi ingår i släktet Bellator och familjen knotfiskar. Inga underarter finns listade.